# Apalatoa
Apalatoa là một chi thực vật có hoa trong họ Đậu.